# Comparação entre distribuições Linux
As diversas distribuições Linux diferem por várias motivos, incluindo técnicos, organizacional e filosófico.
As variações técnicas incluem o suporte de diferentes dispositivos de hardware e sistemas ou configurações dos pacotes do software. As diferenças organizacionais podem ser motivadas por decisões técnicas ou também por razões filosóficas ou até mesmo históricas. Algumas distribuições especializam-se no uso em desktops, servidores ou roteadores. Outros critérios incluem a segurança, inclusive a rapidez da disponibilidade de atualizações de segurança; facilidade de trabalhar com o gerenciador de pacotes; e o número de pacotes binários disponíveis.
Essas tabelas comparam o último lançamento estável das principais distribuições em uma variedade de critérios objetivos.

## Geral
Informações gerais básicas sobre a distribuição: autor/produtor, data da lançamento/última versão, custo/licença etc.
| Distribuição                    | Autor                                                                          | Produtor                                         | Primeiro Lançamento          | Predecessor                       | Última versão estável         | Custo(USD)                                                                                        | Licença preferível | Público Alvo                                                                           | Origem         |
| ------------------------------- | ------------------------------------------------------------------------------ | ------------------------------------------------ | ---------------------------- | --------------------------------- | ----------------------------- | ------------------------------------------------------------------------------------------------- | ------------------ | -------------------------------------------------------------------------------------- | -------------- |
| aLinux                          | Jay Klepacs                                                                    | Jay Klepacs                                      | ?                            | Red Hat Linux                     |                               | Grátis                                                                                            |                    |                                                                                        | Canadá         |
| ALT Linux                       | Equipe ALT Linux                                                               | Equipe ALT Linux                                 | 2001-03-21                   |                                   |                               |                                                                                                   | GPL                |                                                                                        | Rússia         |
| Android                         | Google                                                                         | Google                                           | Setembro de 2008             | Nenhum                            | 6.0                           | Grátis                                                                                            |                    |                                                                                        | EUA            |
| Annvix                          | Vincent Danen                                                                  | Vincent Danen                                    | Novembro de 2003             | Mandrake Linux                    | 1.2-RELEASE (23-02-2006)      | Grátis                                                                                            | GPL                | Servidores                                                                             | Canadá         |
| Arch Linux                      | Judd Vinet                                                                     | Equipe desenvolvedora                            | 2002-March                   | CRUX (Inspiração)                 | 2009.08 (09-08-2009)          | Grátis                                                                                            | GPL                | Desktop (entusiastas)                                                                  | Canadá         |
| Ark Linux                       | Bernhard Rosenkraenzer                                                         | Equipe desenvolvedora                            | 2003-01-25                   | Nenhum                            | 2006.1 (02-08-2006)           | Grátis                                                                                            | GPL                | Desktop (iniciantes)                                                                   | Suíça          |
| Arudius                         | Haidut                                                                         | equipe desenvolvedora                            | 04-11-2005                   | Nenhum                            | 0.5 (06-02-2006)              | Grátis                                                                                            | GPL                | Information assurance, information security users                                      | EUA            |
| Asianux                         | Red Flag Linux, Miracle Linux, Haansoft Linux                                  | equipe desenvolvedora                            | Junho de 2004                | RHEL                              | 2.0 (31-08-2005)              | Grátis                                                                                            | GPL                | Servidores, estações de trabalho                                                       | Oriente Ásia   |
| Aurox                           | Software-Wydawnictwo Sp. z oo                                                  | Aurox Sp. z oo                                   | Setembro de 2002             | Red Hat Linux                     | 11.1 (2006)                   | Grátis                                                                                            | GPL                | Europeus estações de trabalho, servidores, entusiastas                                 | Polônia        |
| Big Linux                       | Bruno Gonçalves Araujo                                                         | Bruno Gonçalves Araujo                           | 2003/2004?                   | Ubuntu                            | 4.x (26/052008)               | Grátis                                                                                            | GPL                | Desktop, estações de trabalho, entusiastas, servidores                                 | Brasil         |
| BLAG                            | Brixton Linux Action Group                                                     | Brixton Linux Action Group                       | 2002-10-22                   | Red Hat Linux                     | 50001 (23-08-2006)            | Grátis                                                                                            | GPL                | ?                                                                                      | Reino Unido    |
| Caixa Mágica                    | Daniel Neves José Guimarães Paulo Trezentos                                    | Caixa Mágica                                     | Outubro de 2000              | Nenhum                            | 11 (15-11-2006)               | Grátis 11Pro: 99€ G-Cubo: 89€ 11Pro + G-Cubo: 188€                                                |                    | Desktop e servidores                                                                   | Portugal       |
| CentOS                          | Projeto CentOS                                                                 | Projeto CentOS                                   | 2003-Dec                     | RHEL                              | 4.3 (21-03-2006)              | Grátis                                                                                            | GPL                | Estações de trabalho, servidores                                                       | EUA            |
| CRUX                            | Per Liden                                                                      | CRUX Linux community                             | 20-01-2001                   | Nenhum                            | 2.2 (09-04-2006)              | Grátis                                                                                            | GPL                | Desktop (entusiastas)                                                                  | Suécia         |
| Damn Small Linux                | John Andrews                                                                   | equipe desenvolvedora                            | 2003                         | Knoppix                           | 3.1 (29-11-2006)              | Grátis                                                                                            | GPL                | Desktop (computadores antigos)                                                         | EUA            |
| DARKSTAR Linux                  | Projeto DARKSTAR Linux                                                         | Projeto DARKSTAR Linux                           | Fevereiro de 2004            | Slackware                         | 1.0-DOT3 (14-06-2005)         | Grátis                                                                                            | GPL                | Estações de trabalho, servidores, entusiastas                                          | Romania        |
| Debian                          | Ian Murdock                                                                    | Projeto Debian                                   | Agosto de 1993               | Nenhum                            | 5.0 Lenny (14-02-2009)        | Grátis                                                                                            | qualquer DFSG      | Desktop (intermediários e entusiastas), estações de trabalho, servidores               | EUA            |
| DeLi Linux                      | Henry Jensen                                                                   | Henry Jensen                                     | Novembro de 2002             | Nenhum                            | 0.7-TP3 (04-04-2006)          | Grátis                                                                                            | GPL                | Desktop (computadores antigos)                                                         | Alemanha       |
| DeMuDi                          | equipe desenvolvedora                                                          | AGNULA                                           | Abril de 2002                | Debian                            | 1.2.1 (03-11-2005)            | Grátis                                                                                            | GPL                | Produção áudio visual                                                                  | Europa         |
| dyne:bolic                      | Jaromil                                                                        | Jaromil                                          | Junho de 2001                | Nenhum                            | 2.1 (13-07-2006)              | Grátis                                                                                            | GPL                | Produção áudio visual                                                                  | Itália         |
| Fedora Core                     | Projeto Fedora                                                                 | Projeto Fedora                                   | Novembro de 2003             | Red Hat Linux                     | 12 (Constantine) (17-11-2009) | Grátis                                                                                            | GPL                | Desktop (entusiastas), estações de trabalho, servidores                                | EUA            |
| Finnix                          | Ryan Finnie                                                                    | Ryan Finnie                                      | Março de 2000                | Debian                            | 88.0 (04-06-2006)             | Grátis                                                                                            | GPL                | Servidores Administration                                                              | EUA            |
| Fox Linux                       | equipe desenvolvedora, supported by ILDN network                               | equipe desenvolvedora, supported by ILDN network | 0.5 (30-09-2004)             | Fedora                            | 0.8 (24-05-2005)              | Grátis                                                                                            | GPL                | Desktop (iniciantes)                                                                   | Itália         |
| Frugalware                      | Miklos Vajna                                                                   | equipe desenvolvedora                            | Setembro de 2004             | Slackware                         | 0.4 (Wanda) (10-03-2006)      | Grátis                                                                                            | GPL                | pessoas familiarizadas com operações por linha de comando                              | Hungria        |
| Gentoo Linux                    | Daniel Robbins                                                                 | Gentoo Foundation, Inc.                          | Março de 2002                | Enoch GNU/Linux                   | n/a                           | Grátis                                                                                            | GPL                | Desktop, estações de trabalho, servidores, entusiastas                                 | EUA            |
| Gnoppix                         | Klaus Knopper                                                                  | equipe desenvolvedora                            | ?                            | Debian, Knoppix & Ubuntu          | 2.12.b1 (07-09-2005)          | Grátis                                                                                            | GPL                | Desktop, estações de trabalho, usuários Windows                                        | Alemanha       |
| GoboLinux                       | Hisham Muhammad, Andre Detsch                                                  | equipe desenvolvedora                            | Junho de 2002                | Nenhum                            | 012 (06-06-2005)              | Grátis                                                                                            | GPL                | Estações de trabalho, servidores, entusiastas                                          | Brasil         |
| Insigne GNU Linux               | Insigne Linux                                                                  | Insigne Free Software                            | Abril de 2001                | Debian                            | 2007 UP5 (2002-07)            | Grátis                                                                                            | GPL                | Iniciantes, Estações de trabalho, servidores                                           | Brasil         |
| ImpiLinux                       | Gauteng Linux Users Group                                                      | ImpiLinux (Pty) Ltd.                             | Novembro de 2003             | Debian, Gnoppix, Knoppix & Ubuntu | 2005 UP2 (2005-06)            | Grátis                                                                                            | GPL                | Estações de trabalho, servidores, entusiastas                                          | África do Sul  |
| Kanotix                         | Kano                                                                           | equipe desenvolvedora                            | 24-12-2003                   | Knoppix                           | 2005-4 (31-12-2005)           | Grátis                                                                                            | GPL                | Desktop, estações de trabalho, usuários Windows                                        | Alemanha       |
| KeeP-OS                         | KeeP Desenvolvimento e Tecnologia                                              |                                                  | 2008                         | Debian                            |                               | Grátis                                                                                            | GPL                | Desktop, estações de trabalho e usuários Windows                                       | Brasil         |
| Knoppix                         | Klaus Knopper                                                                  | equipe desenvolvedora                            | ? (pre-19-01-2003 (3.1))     | Debian                            | 4.0.2 (23-09-2005)            | Grátis                                                                                            | GPL                | Desktop, estações de trabalho, entusiastas, Windows users                              | Alemanha       |
| Kurumin Linux                   | Carlos Morimoto                                                                | GuiadoHardware                                   | Janeiro de 2003              | Knoppix                           | 7.0 (2007)                    | Grátis                                                                                            | GPL                | Desktop                                                                                | Brasil         |
| Kurumin NG                      | Leandro Santos e Carlos Morimoto                                               | GuiadoHardware, Leandro Santos                   | 14 abril 2008                | Ubuntu                            | 8.06 Final (2008)             | Grátis                                                                                            | GPL                | Desktop(iniciantes)                                                                    | Brasil         |
| Linspire                        | Lindows.com, Inc.                                                              | Linspire, Inc                                    | Março de 2002                | Debian                            | 5-1.427 (21-04-2006)          | $49.95                                                                                            | GPL/Comercial      | Iniciantes, Desktop, usuários Windows                                                  | EUA            |
| Lunar Linux                     | Chuck Mead, Projeto Lunar Penguin                                              | equipe desenvolvedora                            | Março de 2002                | Sorcerer                          | 1.6.0 (06-04-2006)            | Grátis                                                                                            | OSI Approved       | Estações de trabalho, servidores, entusiastas                                          | EUA            |
| Lycoris Desktop/LX              | Redmond Linux Corp.                                                            | Lycoris, Inc., Mandriva S.A.                     | Dezembro de 2001             | Caldera OpenLinux                 | 1.4                           | $40-$75                                                                                           | Lycoris License    | Estações de trabalho                                                                   | EUA            |
| Mandriva Linux                  | Mandrakesoft S.A.                                                              | Mandriva S.A.                                    | 22-07-1998 (5.1 (venice))    | Red Hat Linux                     | 2006 (06-10-2005)             | Grátis                                                                                            | GPL                | Iniciantes, Desktop, estações de trabalho, servidores                                  | França, Brasil |
| MeNTOPPIX                       | Galuh Prasetyawan                                                              | Galuh Prasetyawan                                | 10-03-2006 (1.1 (malang))    | Debian, Knoppix                   | 1.3 (20-03-2006)              | Grátis                                                                                            | GPL                | Desktop, Windows users                                                                 | Indonésia      |
| MEPIS                           | Warren Woodford                                                                | MEPIS LLC.                                       | 05-09-2003                   | Debian                            | SimplyMEPIS 6.0 (21-07-2006)  | Grátis                                                                                            | GPL                | Iniciantes, Desktop, usuários Windows                                                  | EUA            |
| Mint                            | Clement Lefebvre                                                               | ?                                                | ?-08-2006                    | Ubuntu                            | Mint 6 (Felícia)              | Grátis                                                                                            | GPL                | Iniciantes, desktop, estações de trabalho, usuários de Windows                         | Irlanda        |
| Musix                           | Marcos Guglielmetti                                                            | ?                                                | ?                            | Knoppix                           | 0.49                          | Grátis                                                                                            | GPL                | Amadores                                                                               | Argentina      |
| NimbleX                         | Bogdan Radulescu                                                               | Bogdan Radulescu                                 | Dezembro de 2005             | Slackware                         | 2005 (26-12-2005)             | Grátis                                                                                            | GPL                | Desktop, estações de trabalho, Newbie, entusiastas, Windows Users                      | Romênia        |
| Parsix                          | Alan Baghumian                                                                 | Talar-e-Web                                      | ?????                        | Kanotix                           | 0.80.1.1 (19-06-2006)         | Grátis                                                                                            | GPL                | Iniciantes, Desktop, usuários Windows                                                  | Irã            |
| PCLinuxOS                       | Texstar                                                                        | equipe desenvolvedora                            | Outubro de 2003              | Mandriva                          | Preview.92                    | Grátis                                                                                            | GPL                | Desktop, Windows Users                                                                 | EUA            |
| PLD Linux Distribution          | PLD Linux Distribution                                                         | PLD Linux Distribution                           | 19-11-2002                   | Nenhum                            | 2.0 RC1 (03-03-2006)          | Grátis                                                                                            | GPL                | Estações de trabalho, servidores, entusiastas                                          | Polônia        |
| Pie Box Enterprise Linux        | PixExcel                                                                       | PixExcel                                         | 19-04-2004                   | Red Hat Enterprise Linux          | 4.4 (15-08-2006)              | £9.99-£19.99                                                                                      | GPL                | Desktop, estações de trabalho, servidores, entusiastas                                 | Reino Unido    |
| Puppy Linux                     | Barry Kauler                                                                   | Puppy Foundation                                 | 12-07-2002 (0.4)             | Nenhum                            | 2.0.2                         | Grátis                                                                                            | GPL/LGPL           | Iniciantes, Desktop, Embedded, entusiastas                                             | Austrália      |
| Red Flag Linux                  | Institute of Software, Academia Chinesa de Ciências, NewMargin Venture Capital | Red Flag Software Co., Ltd.                      | 20-09-1999                   | Red Hat Linux                     | 5.0 (2005-11-11)              | Grátis, versão desktop                                                                            | GPL                | Estações de trabalho, servidores, entusiastas                                          | China          |
| Red Hat Linux                   | Red Hat                                                                        | substituido pelo Fedora Core                     | 13-05-1995 (1.0)             | ?                                 | 9 (Shrike) (31-03-2003)       | $40, Obsoleto                                                                                     | GPL                | Desktop, estações de trabalho, servidores, entusiastas                                 | EUA            |
| Red Hat Enterprise Linux        | Red Hat & Projeto Fedora                                                       | Red Hat & Projeto Fedora                         | 27-03-2000 (RHL 6.2E (Zoot)) | Red Hat Linux                     | RHEL 4 (Nahant) (2005-02-15)  | $180-2,500                                                                                        | GPL                | Estações de trabalho, servidores, empresários                                          | EUA            |
| Rxart                           | Pixart SRL                                                                     | Pixart SRL                                       | Março de 2000                | Debian                            | 3-0 (16-04-2006)              | $14.95                                                                                            | GPL/Comercial      | Desktop, estações de trabalho, servidores, entusiastas, Windows users                  | Argentina      |
| Sabayon Linux                   | Fabio Erculiani                                                                | equipe desenvolvedora                            | Setembro de 2006             | Gentoo                            | 5.2 Core (2010-04-20)         | Grátis                                                                                            | GPL                | Desktops,estações de trabalho, servidores, entusiastas                                 | Itália         |
| Satux                           | iTJRSC - Instituto de Tecnologia JRSC                                          | iTJRSC - Instituto de Tecnologia JRSC            | Janeiro de 2007              | Debian                            | 1.3                           | Grátis                                                                                            | Várias             | Usuários de Windows que não querem piratear nem gastar dinheiro com a licença original | Brasil         |
| Sauver                          | Maulik Gordhandas                                                              | equipe desenvolvedora                            | Janeiro de 2006              | Slackware                         | 1.1.4 (13-07-2006)            | Grátis                                                                                            | GPL                | Iniciantes, Desktop, usuários Windows                                                  | Índia          |
| Scientific Linux                | CERN, Fermilab, equipe desenvolvedora                                          | CERN, Fermilab, equipe desenvolvedora            | Outubro de 2004              | Fermi (LTS) & RHL/RHEL            | 4.2 (Beryllium) (22-11-2005)  | Grátis                                                                                            | GPL                | Desktop, estações de trabalho, servidores                                              | Suíça, EUA     |
| Slackware                       | Patrick Volkerding                                                             | equipe desenvolvedora                            | Julho de 1993                | SLS                               | 13.0 (27-08-2009)             | Grátis                                                                                            | GPL                | Estações de trabalho, servidores, entusiastas                                          | EUA            |
| Source Mage GNU/Linux           | Ryan Abrams, Eric Schabell                                                     | equipe desenvolvedora                            | Junho de 2002                | Sorcerer                          | 0.9.6 (13-03-2006)            | Grátis                                                                                            | GPL                | Estações de trabalho, servidores, entusiastas                                          | N/A            |
| SUSE Linux                      | Novell, Inc e comunidade OpenSource                                            | Novell, Inc e comunidade OpenSource              | Março de 1994                | Jurix                             | 10.1 (11-05-2006)             | Grátis                                                                                            | GPL                | Iniciantes, Desktop, estações de trabalho, servidores, entusiastas                     | Alemanha       |
| Symphony OS                     | Ryan Quinn                                                                     | Ryan Quinn & Jason Spisak                        | 69                           | Debian                            | 2006-05 Beta (18-05-2005)     | Grátis                                                                                            | GPL Versão 2       | Desktop, estações de trabalho                                                          | ?              |
| Trustix Secure Linux            | Comodo Group Inc.                                                              | Comodo Group Inc.                                | ?                            | ?                                 | 3.0 (13-06-2006)              | ?                                                                                                 | ?                  | Servidores                                                                             | ?              |
| Ubuntu Kubuntu Edubuntu Xubuntu | Canonical Ltd.                                                                 | Canonical Ltd.                                   | 2004-October                 | Debian                            | 10.04, (29-04-2010)           | Grátis                                                                                            | GPL                | Iniciantes, Desktop, estações de trabalho, entusiastas, servidores                     | Ilha de Man    |
| Ultima Linux                    | Martin Ultima                                                                  | Martin Ultima                                    | 18-03-2005                   | Slackware                         | 4 SP3 (11-06-2005)            | Grátis                                                                                            | GPL                | Desktop, estações de trabalho, entusiastas, servidores                                 | EUA            |
| UTUTO                           | Diego Saravia & Daniel Olivera                                                 | equipe desenvolvedora UTUTO                      | 2000                         | Gentoo                            | XS 2006.1 (2006)              | Grátis                                                                                            | GPL-2 ou posterior | Amadores, Desktop, estações de trabalho, servidores, entusiastas                       | Argentina      |
| Vector Linux                    | Robert S. Lange                                                                | equipe desenvolvedora                            | 1999                         | Slackware                         | 5.1 Standard (2005-07-27)     | Grátis                                                                                            | GPL                | Desktop, estações de trabalho, entusiastas                                             | Canadá         |
| Xandros Desktop OS              | Xandros Corp.                                                                  | [Xandros Inc.                                    | 22-10-2002                   | Corel                             | 4.0 (21-06-2006)              | $39.99 (Home Edition), $79.99 (Home Edition Premium), ou grátis (3.0.2 Open Circulation Edition). | Comercial/GPL      | Iniciantes, usuários Windows, Desktop, estações de trabalho, servidores                | Canadá         |
| Zenwalk                         | Jean-Philippe Guillemin                                                        | equipe desenvolvedora                            | 2006-August-23               | Slackware                         | 2.6 (2006-05-23)              | Grátis                                                                                            | GPL                | Desktop, estações de trabalho, entusiastas                                             | (desconhecido) |
|                                 | Autor                                                                          | Produtor                                         | Primeiro lançamento          | Predecessor                       | Última versão estável         | Custo (USD)                                                                                       | Licença preferível | Público alvo                                                                           | Origem         |

## Informações técnicas
Informações sobre aspectos técnicos das distribuições.
|                                 | Linux        | GCC         | Sistema de arquivo padrão | Outros principais sistemas de arquivos suportados                   | Arquiteturas suportadas                                                                       | Ferramenta padrão de atualização online       | Programa padrão de instalação de pacotes             |
| ------------------------------- | ------------ | ----------- | ------------------------- | ------------------------------------------------------------------- | --------------------------------------------------------------------------------------------- | --------------------------------------------- | ---------------------------------------------------- |
| aLinux                          | 2.6.12       | 4.1.1       | determinado pelo usuário  | ext2, ext3, ReiserFS, Reiser4                                       | x86, x86-64                                                                                   | Nenhum                                        | RPM                                                  |
| ALT Linux                       | 2.6.25       | 4.1.2       | determinado pelo usuário  | ext2, ext3, ReiserFS, Reiser4, JFS, XFS                             | x86, x86-64 AMD64                                                                             | APT                                           | RPM                                                  |
| Annvix                          | 2.4.32       | 3.4.3       | determinado pelo usuário  | ext2, ext3, ReiserFS, XFS                                           | x86, x86-64                                                                                   | urpmi                                         | RPM                                                  |
| Arch Linux                      | 2.6.31.5     | 4.4.2       | ext4                      | ext3, JFS, ReiserFS, Reiser4, XFS                                   | x86, x86-64                                                                                   | Pacman                                        | Pacman                                               |
| Ark Linux                       | 2.6.18-rc2   | 4.1.1       | ext3                      | JFS, ReiserFS, XFS                                                  | x86                                                                                           | APT e Kynaptic                                | RPM e APT                                            |
| Arudius                         | 2.6.13       | ?           | ext3                      | ext2, JFS, ReiserFS, XFS                                            | x86                                                                                           | Slackware Pkgtools                            | TGZ                                                  |
| Asianux                         | 2.6.9        | 3.4.3       | ext3                      | ReiserFS, XFS                                                       | x86, x86-64, IA-64, PowerPC                                                                   | mlupdater                                     | RPM                                                  |
| Aurox                           | 2.6.9        | ?           | ext3                      | ext2, ReiserFS                                                      | x86                                                                                           | yum                                           | RPM, yum                                             |
| Big Linux                       | 2.6.24-16    | 4.2.3       | ext3                      | ext2, ReiserFS                                                      | x86                                                                                           | APT                                           | Synaptic, DPKG, APT                                  |
| BLAG                            | 2.6.17       | 4.1.1       | ext3                      | ext2, JFS, ReiserFS, XFS                                            | x86                                                                                           | yum, APT                                      | RPM, yum, APT                                        |
| CentOS                          | 2.6.9        | 3.4.5       | ext3                      | ext2, GFS, ReiserFS*, JFS*, XFS* (*) Denotam CentOSPlus Repository  | x86, x86-64, IA-64, S/390, Alpha                                                              | yum, up2date                                  | RPM,yum                                              |
| Damn Small Linux                | 2.4.31       | TCC         | ext3                      | ext2                                                                | x86                                                                                           | myDSL                                         | dpkg e APT                                           |
| DARKSTAR Linux                  | 2.4.26       | ?           | ReiserFS, ext3/ext2       | JFS, XFS                                                            | x86                                                                                           | ?                                             | ?                                                    |
| Debian                          | 2.6.18       | 4.1.1       | ext3                      | ext2, JFS, ReiserFS, XFS                                            | x86, 68k, Alpha, ARM, IA-64, MIPS, PA-RISC, PowerPC, SPARC, S/390                             | APT                                           | dpkg, Synaptic, e APT                                |
| DeLi Linux                      | 2.4.32       | 2.95        | ext3/ext2                 | ?                                                                   | x86                                                                                           | Nenhum                                        | installpkg, upgradepkg, ports tree                   |
| DeMuDi                          | 2.6.12       | 3.3.5       | ext3                      | JFS, ReiserFS, XFS                                                  | x86                                                                                           | Synaptic, APT                                 | Synaptic, dpkg, APT                                  |
| dyne:bolic                      | 2.6.16       | 3.4.3       | SquashFS, ext3            | ReiserFS                                                            | x86                                                                                           | Nenhum                                        | Nenhum                                               |
| Fedora Core                     | 2.6.16       | 4.1.1       | ext3                      | ext2, GFS, JFS, ReiserFS, XFS                                       | x86, x86-64, PPC                                                                              | up2date, yum, APT (limited)                   | RPM, yum                                             |
| Finnix                          | 2.6.17       | 4.1.1       | SquashFS                  | ext2, JFS, ReiserFS, XFS                                            | x86, PPC                                                                                      | APT                                           | dpkg, Synaptic, e APT                                |
| Frugalware                      | 2.6.16       | 4.0.3       | determinado pelo usuário  | ext2, ext3, ReiserFS, XFS                                           | x86, x86-64                                                                                   | Pacman                                        | Pacman                                               |
| Gentoo Linux                    | 2.6.27.8     | 4.1.2       | determinado pelo usuário  | ext2, ext3, ext4, JFS, VFAT, NTFS, ReiserFS, Reiser4, Squashfs, XFS | x86, x86-64, 68k, Alpha, ARM, IA-64, MIPS, PA-RISC, PPC, PPC64, SPARC, SPARC64, SuperH, S/390 | emerge                                        | Portage                                              |
| GoboLinux                       | 2.6.11.9     | 3.4.3       | ReiserFS                  | ext2, ext3, JFS, XFS                                                | x86                                                                                           | Manager                                       | Compile                                              |
| ImpiLinux                       | 2.6.11.7     | ?           | ?                         | ?                                                                   | ?                                                                                             | ?                                             | ?                                                    |
| Kanotix                         | 2.6.14.5     | 4.1.1       | determinado pelo usuário  | ext3, ReiserFS, JFS                                                 | x86, x86-64                                                                                   | APT                                           | dpkg e APT                                           |
| Knoppix                         | 2.6.17       | 3.4.3       | XFS                       | ext2, ReiserFS, XFS                                                 | x86                                                                                           | APT                                           | dpkg e APT                                           |
| Kurumin Linux                   | 2.6.14       | 3.4.3       | ReiserFS                  | ext2, ext3                                                          | x86                                                                                           | APT                                           | dpkg, APT, Synaptic, KPackage                        |
| Linspire                        | 2.6.14       | ?           | ReiserFS                  | ext2, ext3, JFS, Reiser4, XFS                                       | x86                                                                                           | CNR "click and run" (apt-get)                 | CNR "click and run" (apt-get)                        |
| Lunar Linux                     | 2.6.17.8     | 3.4.6 4.1.1 | determinado pelo usuário  | ext2, ext3, JFS, ReiserFS, XFS                                      | x86                                                                                           | lin                                           | lin                                                  |
| Lycoris Desktop/LX              | 2.4.27       | ?           | ext3                      | ?                                                                   | x86                                                                                           | Update Wizard                                 | RPM/Software Installer                               |
| Mandriva Linux                  | 2.6.11.6     | 4.0.1       | ext3                      | ext2, JFS, ReiserFS, XFS                                            | x86, x86-64, PPC                                                                              | urpmi                                         | RpmDrake                                             |
| MEPIS                           | 2.6.10       | 4.0.3       | ReiserFS/ext3             | ext2, JFS, XFS                                                      | x86                                                                                           | APT                                           | dpkg e APT                                           |
| Mint                            | 2.6.27-7     | 4.3.2       | determinado pelo usuário  | ext2, JFS, ReiserFS, XFS                                            | x86, x86-64, PA-RISC, IA64, PPC, SPARC                                                        | mintUpdate                                    | Synaptic Package Manager                             |
| Motomagx                        | 2.6.14       | 3.4.3       | Fat16, Fat32              | FAT16                                                               | ARM                                                                                           | RSDLite                                       | Nenhum                                               |
| Musix                           | ?            | ?           | ?                         | ?                                                                   | ?                                                                                             | ?                                             | ?                                                    |
| NimbleX                         | 2.6.11       | ?           | SquashFS                  | FAT32, ext2, ext3, XFS, ReiserFS, Reiser4                           | x86                                                                                           | Nenhum                                        | tgz                                                  |
| Parsix                          | 2.6.11       | 4.1.1       | determinado pelo usuário  | ext2, JFS, ReiserFS                                                 | x86                                                                                           | APT                                           | dpkg e APT                                           |
| PL OS Beta 1 SP1                | 2.6.18       | 4.1.1       | pLFS                      | pLFS, FAT, FAT32, ext2, ext3, JFS, RaiserFS, XFS                    | x86, x86-64, 68k, Alpha, ARM, IA-64, MIPS, PA-RISC, PPC, PPC64, SPARC, SPARC64, SuperH, S/390 | APT                                           | dpkg, Synaptic e APT                                 |
| PCLinuxOS                       | 2.6.11       | ?           | ext3                      | ext2, JFS, ReiserFS, XFS                                            | x86                                                                                           | APT/Synaptic                                  | RPM                                                  |
| PLD Linux Distribution          | 2.6.11.10    | 3.3.6       | ext3/ext2/XFS             | JFS, ReiserFS                                                       | x86,x86-64, Alpha, PPC, SPARC, SPARC64                                                        | Poldek                                        | Poldek, RPM                                          |
| Puppy Linux                     | 2.6.16.7     | 3.3.4       | ext2                      | ?                                                                   | x86                                                                                           | ?                                             | PupGet, DotPup                                       |
| Red Flag Linux                  | 2.6.9        | ?           | ext3                      | XFS, JFS, ReiserFS                                                  | x86, x86-64, IA-64, PowerPC                                                                   | Red Flag Installer System                     | RPM                                                  |
| Red Hat Enterprise Linux        | 2.6.9        | 3.4.5       | ext3                      | ext2, GFS                                                           | x86, x86-64, IA-64, PowerPC, S/390                                                            | up2date                                       | RPM                                                  |
| Rxart Desktop                   | 2.6.11       | ?           | ext3                      | ext2                                                                | x86, IA-64                                                                                    | APT, Red de Rxart, Club de Rxart              | APT                                                  |
| Sabayon Linux                   | 2.6.33       | 4.1.3       | Ext4                      | fat, fat32,Ext3, ReiserFS, NTFS, JFS, XFS                           | x86,x86-64                                                                                    | Entropy (usa binários de Gentoo compilados)   | Portage, Entropy Anaconda                            |
| Satux                           | 2.6.22       | 4.1.2       | ext3                      | fat, fat32,Ext3                                                     | x86                                                                                           | Synaptic                                      | dpkg e apt-get                                       |
| Sauver                          | 2.6.16       | ?           | Squashfs                  | ext2, ext3, FAT32, ReiserFS, NTFS                                   | x86                                                                                           | Nenhum                                        | tgz                                                  |
| Scientific Linux                | 2.6.9        | ?           | ext3                      | ext2, XFS                                                           | x86, IA-64                                                                                    | APT/YUM                                       | RPM                                                  |
| Slackware                       | 2.6.24       | 3.4.6       | ReiserFS, ext3/ext2       | JFS, XFS                                                            | x86, S/390                                                                                    | Swaret, Slapt-get, muitos outros não oficiais | installpkg e upgradepkg                              |
| Source Mage GNU/Linux           | 2.6.13.1     | ?           | ext2                      | ext2, JFS, ReiserFS, XFS                                            | x86, x86-64, PPC                                                                              | Sorcery Package Manager                       | Sorcery Package Manager                              |
| SUSE Linux                      | 2.6.16       | 4.1.0       | ReiserFS                  | ext2, ext3, JFS, Reiser4, XFS                                       | x86, x86-64, IA-64, PPC, S/390                                                                | YaST2                                         | RPM, YaST                                            |
| Symphony OS                     | ?            | ?           | ReiserFS                  | ?                                                                   | x86                                                                                           | APT                                           | APT, OneClick                                        |
| Ubuntu Kubuntu Edubuntu Xubuntu | 2.6.15.6     | 4.0.3       | ext4,ext3                 | ext2, JFS, ReiserFS, XFS                                            | x86, x86-64, PA-RISC, IA64, PPC, SPARC                                                        | Ubuntu Update Manager (APT)                   | Synaptic Package Manager (Adept for Kubuntu)         |
| Ultima Linux                    | 2.4.31       | ?           | ext3, ReiserFS            | ext2, ext3, JFS, ReiserFS, XFS                                      | x86                                                                                           | Ulupdate                                      | See Slackware                                        |
| UTUTO                           | 2.6.15       | ?           | ext3, ReiserFS            | ext2, JFS, Reiser4, XFS                                             | x86, x86-64, IA-64                                                                            | UTUTO Package Manager                         | UTUTO Package Manager                                |
| Vector Linux                    | 2.6.13       | ?           | ReiserFS, ext3/ext2       | JFS, XFS                                                            | x86                                                                                           | slapt-get, gslapt                             | slapt-get, installpkg                                |
| Xandros Desktop OS              | 2.6.15       | ?           | ReiserFS                  | ext2, ext3, JFS, XFS,                                               | x86                                                                                           | Xandros Networks (APT)                        | Xandros Networks (APT)                               |
|                                 | Linux kernel | GCC         | Sistema de aquivo padrão  | Outros principais sistemas de arquivos suportados                   | Arquiteturas suportadas                                                                       | Ferramenta padrão de atualização online       | Gerenciador de pacotes padrão programa de instalação |

## Ferramentas
Informações sobre as ferramentas nas distribuições.
|                          | Pacotes                                        | Instalação a partir de GUI | gerenciador de arquivos padrão | Ambiente de trabalho padrão     | Gerenciador de janelas padrão             | Estilo GUI padrão                        | Suíte de escritório padrão                         |
| ------------------------ | ---------------------------------------------- | -------------------------- | ------------------------------ | ------------------------------- | ----------------------------------------- | ---------------------------------------- | -------------------------------------------------- |
| aLinux                   | cerca de 1200                                  | Não                        | Konqueror                      | KDE                             | kwin                                      | ?                                        | KOffice                                            |
| ALT Linux                | Cerca de 21.700                                | Sim                        | Konqueror                      | KDE                             | kwin                                      | Plastik                                  | OpenOffice.org                                     |
| Arch Linux               | cerca de 6000                                  | Sim                        | Nenhum (todos opcionais)       | Nenhum (todos opcionais)        | Nenhum (todos opcionais)                  | Nenhum (todos opcionais)                 | Nenhum (todos opcionais)                           |
| Ark Linux                | 3500 (core) + 500 (contrib)                    | Sim                        | Konqueror                      | KDE                             | kwin                                      | Plastik                                  | OpenOffice.org (KOffice disponível)                |
| Arudius                  | mais de 150 ferramentas de securança           | Não                        | Rox                            | Fluxbox                         | Fluxbox                                   | MAC OS X                                 | Nenhum                                             |
| Asianux                  | ?                                              | Sim                        | Konqueror*                     | KDE                             | *kwin                                     | ReFind                                   | Nenhum (OpenOffice.org disponível)                 |
| Aurox                    | cerca de 3000                                  | Sim                        | Konqueror*                     | KDE                             | *kwin                                     | Plastik                                  | Nenhum (todos opcionais)                           |
| BigLinux                 | ?                                              | Sim                        | Konqueror                      | KDE                             | kwin                                      | ?                                        | LibreOffice                                        |
| BLAG                     | 5000+                                          | Sim                        | Nautilus                       | GNOME                           | Metacity                                  | blagCanyon                               | GNOME Office                                       |
| CentOS                   | 1449 (base), 214 (extras), 206 (plus)          | Sim                        | Nautilus*                      | GNOME                           | *Metacity                                 | Bluecurve                                | OpenOffice.org                                     |
| Damn Small               | ?                                              | Não                        | emelFM                         | ?                               | Fluxbox                                   | ?                                        | Nenhum (todos opcionais)                           |
| DARKSTAR                 | ?                                              | Não                        | ?                              | ?                               | ?                                         | ?                                        | ?                                                  |
| Debian                   | cerca de 18000                                 | Sim                        | Nenhum (todos opcionais)       | Nenhum (todos opcionais)        | Nenhum (todos opcionais)                  | Nenhum (todos opcionais)                 | Nenhum (todos opcionais)                           |
| DeLi Linux               | cerca de 150                                   | Não                        | Midnight Commander,XPlorer     | Nenhum                          | IceWM                                     | ?                                        | Siag Office                                        |
| DeMuDi                   | cerca de 875                                   | Sim                        | Nautilus*                      | GNOME                           | *Metacity                                 | DeMuDi                                   | Nenhum                                             |
| dyne:bolic               | ?                                              | Sim                        | Xfe                            | GNUStep                         | WindowMaker                               | Dynebolic                                | OpenOffice.org (opcional)                          |
| Edubuntu                 | utiliza o repositório Ubuntu                   | Sim                        | Nautilus*                      | Unity                           | *Metacity                                 | Human                                    | OpenOffice.org                                     |
| Fedora Core              | 5581                                           | Sim                        | Nautilus*                      | GNOME                           | *Metacity                                 | ClearLooks para GNOME Bluecurve para KDE | OpenOffice.org (KOffice & GNOME Office opcional).  |
| Finnix                   | cerca de 350                                   | Não                        | Nenhum (todos opcionais)       | Xfce                            | Nenhum                                    | Nenhum                                   | Nenhum                                             |
| Frugalware               | cerca de 3000                                  | Sim                        | Nenhum (todos opcionais)       | Nenhum (todos opcionais)        | Nenhum (todos opcionais)                  | Nenhum (todos opcionais)                 | Nenhum (todos opcionais)                           |
| Gentoo Linux             | cerca de 13000                                 | Sim                        | Nenhum (todos opcionais)       | Nenhum (todos opcionais)        | Nenhum (todos opcionais)                  | Nenhum (todos opcionais)                 | Nenhum (todos opcionais)                           |
|                          | Package                                        | GUI installation procedure | gerenciador de arquivos padrão | Ambiente de trabalho padrão     | Gerenciador de janelas padrão             | Estilo GUI padrão                        | Suíte de escritório padrão                         |
| GoboLinux                | cerca de 1500                                  | Sim                        | Konqueror*                     | KDE                             | *kwin                                     | Plastik                                  | OpenOffice.org                                     |
| ImpiLinux                | ?                                              | Não                        | ?                              | KDE                             | *kwin                                     | ?                                        | OpenOffice.org                                     |
| Kanotix                  | CD: about 1000                                 | Sim                        | Konqueror*                     | KDE                             | *kwin                                     | Plastik                                  | KOffice                                            |
| Knoppix                  | CD: about 1000 DVD: about 2600                 | Não                        | Nenhum (todos opcionais)       | KDE                             | *kwin                                     | Keramik                                  | OpenOffice.org/KOffice/GNOME Office                |
| Kubuntu                  | Usa repositório Ubuntu                         | Sim                        | Dolphin*                       | KDE                             | *kwin                                     | Lipstik                                  | OpenOffice.org                                     |
| Kurumin                  | Usa repositório Debian                         | Sim                        | Konqueror                      | KDE                             | *kwin                                     | Plastik                                  | OpenOffice.org                                     |
| Linspire                 | over 2200                                      | Sim                        | Konqueror*                     | KDE                             | *kwin                                     | Linspire's                               | OpenOffice.org/KOffice/GNOME Office                |
| Lunar                    | 2546 (as of June 9, 2006)                      | Sim                        | Nenhum (todos opcionais)       | Nenhum (todos opcionais)        | Nenhum (todos opcionais)                  | Nenhum (todos opcionais)                 | Nenhum (todos opcionais)                           |
| Lycoris Desktop/LX       | ?                                              | Sim                        | Konqueror*                     | KDE                             | *kwin                                     | Lycoris' (Windows-esque).                | KOffice                                            |
| Mandriva                 | 10689                                          | Sim                        | Konqueror*                     | KDE                             | *kwin                                     | Ia Ora                                   | OpenOffice.org                                     |
| MEPIS                    | ?                                              | Sim                        | Konqueror*                     | KDE                             | *kwin                                     | Plastik                                  | OpenOffice.org                                     |
| Mint                     | ?                                              | Sim                        | Caja ou Nemo                   | Mate ou Cinnamon                | Marco ou Mutter                           | Mint-X                                   | pt-br.libreoffice.org                              |
| Musix                    | ?                                              | ?                          | ?                              | ?                               | ?                                         | ?                                        | ?                                                  |
| NimbleX                  | cerca de 500                                   | Não                        | Konqueror                      | KDE                             | kwin                                      | Plastik                                  | KOffice                                            |
| Parsix                   | ????                                           | Sim                        | Nautilus*                      | GNOME                           | *Metacity                                 | Human                                    | OpenOffice.org                                     |
| PCLinuxOS                | 4321 (Sept. 2005)                              | Sim                        | Konqueror*                     | KDE                             | *kwin                                     | PCLinuxOS custom theme                   | KOffice                                            |
| PLD Linux Distribution   | ?                                              | Não                        | Nenhum (todos opcionais)       | Nenhum (todos opcionais)        | Nenhum (todos opcionais)                  | Nenhum (todos opcionais)                 | KOffice                                            |
| Puppy                    | 300+                                           | Sim                        | ROX-Filer                      | Nenhum                          | JWM                                       | ?                                        | AbiWord                                            |
|                          | Package                                        | GUI installation procedure | gerenciador de arquivos padrão | Ambiente de trabalho padrão     | Gerenciador de janelas padrão             | Estilo GUI padrão                        | Suíte de escritório padrão                         |
| Red Flag                 | ?                                              | Sim                        | Konqueror*                     | KDE                             | *kwin                                     | Red Flag (Windows XP-like)               | OpenOffice.org                                     |
| Red Hat Enterprise Linux | cerca de 1500                                  | Sim                        | Nautilus*                      | GNOME                           | *Metacity                                 | Bluecurve                                | OpenOffice.org                                     |
| Rxart                    | about 5000(Pixart package)                     | Sim                        | Konqueror*                     | KDE                             | *kwin                                     | Rxart                                    | OpenOffice.org/KOffice/GNOME Office                |
| Sabayon Linux            | Cerca de 12000                                 | Sim                        | Dolphin, Nautilus              | KDE, Gnome                      | Metacity, Kwin                            | Sabayon Linux                            | OpenOffice.org                                     |
| Satux                    | ?                                              | Sim                        | Nautilus                       | Gnome                           | Metacity                                  | Satux                                    | BrOffice 2.0                                       |
| Sauver                   | ?                                              | Não                        | Konqueror                      | KDE                             | Kwin                                      | Plastik                                  | KOffice                                            |
| Scientific               | ?                                              | Sim                        | Nautilus*                      | GNOME                           | *Metacity                                 | Bluecurve                                | OpenOffice.org                                     |
| Slackware                | ?                                              | Sim                        | Nenhum (todos opcionais)       | Nenhum (todos opcionais)        | Nenhum (todos opcionais)                  | Nenhum (todos opcionais)                 | Nenhum (todos opcionais)                           |
| Source Mage              | 4235 (2005-08-11)                              | Sim                        | Nenhum (todos opcionais)       | Nenhum (todos opcionais)        | Nenhum (todos opcionais)                  | Nenhum (todos opcionais)                 | Nenhum (todos opcionais)                           |
| SUSE                     | 4000                                           | Sim                        | Nautilus*, Konqueror*          | GNOME, KDE                      | *Metacity, *kwin                          | SuSE Theme                               | OpenOffice.org/KOffice/GNOME Office                |
| Symphony OS              | ?                                              | Sim                        | ROX-filer                      | Mezzo                           | FVWM                                      | ?                                        | ?                                                  |
| ubuntu                   | 4358 por padrão, maximo aproximadamente 19.500 | Sim                        | Nautilus*                      | GNOME                           | *Metacity                                 | Human                                    | LibreOffice                                        |
| Ultima                   | ?                                              | Sim                        | Konqueror (opcional)           | KDE (e outros, todos opcionais) | Enlightenment (e outros, todos opcionais) | Nenhum (todos opcionais)                 | OpenOffice.org, KOffice, AbiWord (todos opcionais) |
| UTUTO                    | cerca de 5000 (otimizado para arquitetura)     | Sim                        | Nautilus                       | GNOME (e outros)                | Metacity                                  | UTUTO-Theme-Blue                         | OpenOffice.org, GNOME Office                       |
| Vector Linux             | ?                                              | Sim                        | Nenhum (todos opcionais)       | Nenhum (todos opcionais)        | Nenhum (todos opcionais)                  | Nenhum (todos opcionais)                 | Nenhum (todos opcionais)                           |
| Xandros Desktop OS       | ?                                              | Sim                        | Xandros File Manager           | KDE                             | *kwin                                     | Xandros'                                 | OpenOffice.org/KOffice                             |
| Xubuntu                  | Usa repositório Ubuntu                         | Sim                        | Thunar*                        | Xfce                            | *Xfwm                                     | ClearLooks                               | GNOME Office                                       |
|                          | Package                                        | GUI installation procedure | gerenciador de arquivos padrão | Ambiente de trabalho padrão     | Gerenciador de janelas padrão             | Estilo GUI padrão                        | Suíte de escritório padrão                         |

## Arquiteturas suportadas
| Distribuição                                | m68k | alpha | x86-64 | arm | hppa    | ia64    | mips | ppc  | ppc64   | s390 | sh  | sparc32 | sparc64 | x86 |
| ------------------------------------------- | ---- | ----- | ------ | --- | ------- | ------- | ---- | ---- | ------- | ---- | --- | ------- | ------- | --- |
| aLinux                                      | Não  | Não   | Sim    | Não | Não     | Não     | Não  | Não  | Não     | Não  | Não | Não     | Não     | Sim |
| ALT Linux                                   | Não  | Não   | Sim    | Não | Não     | Não     | Não  | Não  | Não     | Não  | Não | Não     | Não     | Sim |
| Annvix                                      | Não  | Não   | Sim    | Não | Não     | Não     | Não  | Não  | Não     | Não  | Não | Não     | Não     | Sim |
| Arch Linux                                  | Não  | Não   | Sim    | Não | Não     | Não     | Não  | Não  | Não     | Não  | Não | Não     | Não     | Sim |
| Ark Linux                                   | Não  | Não   | Não    | Não | Não     | Não     | Não  | Não  | Não     | Não  | Não | Não     | Não     | Sim |
| Arudius Linux                               | Não  | Não   | Não    | Não | Não     | Não     | Não  | Não  | Não     | Não  | Não | Não     | Não     | Sim |
| Asianux Linux                               | Não  | Não   | Sim    | Não | Não     | Sim     | Não  | Sim  | Não     | Não  | Não | Não     | Não     | Sim |
| CentOS                                      | Não  | Sim   | Sim    | Não | Não     | Sim     | Não  | Beta | Não     | Sim  | Não | Beta    | Não     | Sim |
| Debian                                      | Sim  | Sim   | Sim    | Sim | Sim     | Sim     | Sim  | Sim  | Não     | Sim  | Não | Sim     | Não     | Sim |
| Fedora Core                                 | Não  | Não   | Sim    | Não | Não     | Não     | Não  | Sim  | Não     | Não  | Não | Não     | Não     | Sim |
| Gentoo                                      | Sim  | Sim   | Sim    | Sim | Sim     | Sim     | Sim  | Sim  | Sim     | Sim  | Sim | Sim     | Sim     | Sim |
| Mandriva Linux                              | Não  | Não   | Sim    | Não | Não     | Não     | Não  | Não  | Não     | Não  | Não | Não     | Não     | Sim |
| OpenSUSE                                    | Não  | Não   | Sim    | Não | Não     | Sim     | Não  | Sim  | Sim     | Não  | Não | Não     | Não     | Sim |
| Red Flag                                    | Não  | Não   | Sim    | Não | Não     | Sim     | Não  | Sim  | Sim     | Não  | Não | Não     | Não     | Sim |
| Red Hat Enterprise Linux                    | Não  | Não   | Sim    | Não | Não     | Sim     | Não  | Sim  | Não     | Sim  | Não | Não     | Não     | Sim |
| Rxart                                       | Não  | Não   | Sim    | Não | Sim     | Sim     | Não  | Sim  | Não     | Não  | Não | Parcial | Parcial | Sim |
| Sabayon Linux                               | Não  | Não   | Sim    | Não | Não     | Sim     | Não  | Sim  | Não     | Não  | Não | Não     | Não     | Sim |
| Satux                                       | Não  | Não   | Sim    | Não | Não     | Não     | Não  | Não  | Não     | Não  | Não | Não     | Não     | Sim |
| Slackware                                   | Não  | Não   | Sim    | Não | Não     | Não     | Não  | Não  | Não     | Sim  | Não | Não     | Não     | Sim |
| SUSE Linux                                  | Não  | Não   | Sim    | Não | Não     | Não     | Não  | Sim  | Não     | Sim  | Não | Não     | Não     | Sim |
| ubuntu, Kubuntu, Edubuntu,Xubuntu e Lubuntu | Não  | Não   | Sim    | Não | Parcial | Parcial | Não  | Sim  | Não     | Não  | Não | Parcial | Parcial | Sim |
| Yellow Dog Linux                            | Não  | Não   | Não    | Não | Não     | Não     | Não  | Sim  | Parcial | Não  | Não | Não     | Não     | Não |

## Dispositivos de segurança
|                          | AppArmor | BGCC | Exec Shield | GrSecurity | PaX | Rsback   | SELinux  | Systrace | RSBAC    |
| ------------------------ | -------- | ---- | ----------- | ---------- | --- | -------- | -------- | -------- | -------- |
| CentOS                   | Não      | Não  | Sim         | Não        | Não | Não      | Sim      | Não      | Não      |
| Fedora Core              | Não      | Não  | Sim         | Não        | Não | Não      | Sim      | Não      | Não      |
| Hardened Debian          | Não      | Não  | Opcional    | Opcional   | Não | Não      | Opcional | Não      | Não      |
| Hardened Gentoo          | Não      | Sim  | Parcial     | Opcional   | Sim | Opcional | Opcional | Opcional | Opcional |
| Red Hat Enterprise Linux | Não      | Não  | Sim         | Não        | Não | Não      | Sim      | Não      | Não      |
| SUSE Linux               | Sim      | Não  | Não         | Não        | Não | Não      | Não      | Não      | Não      |